# Amtsgericht Neisse

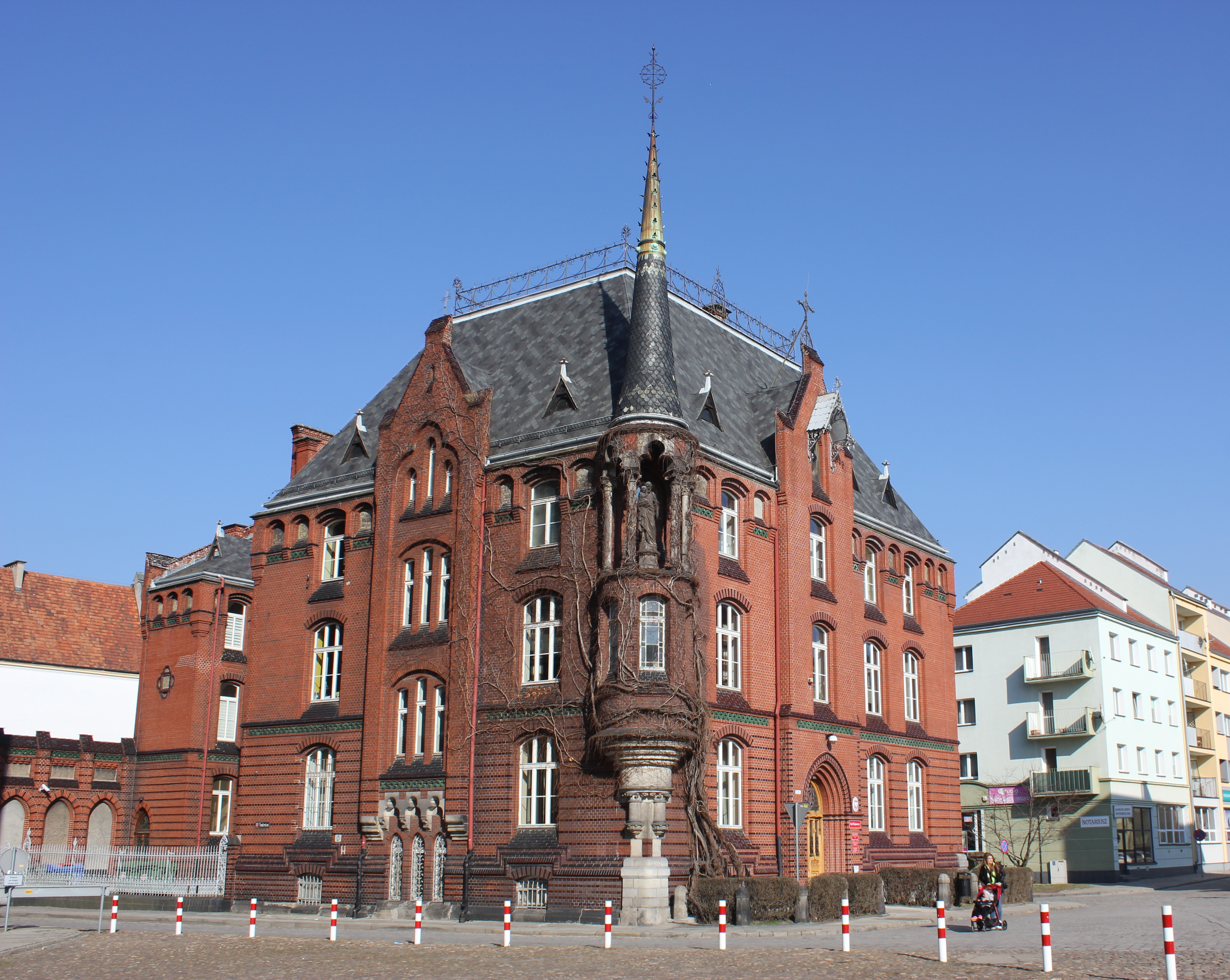
Ehem. Amtsgerichtsgebäude (2018)

Das Amtsgericht Neisse war ein preußisches Amtsgericht mit Sitz in Neisse.

## Geschichte
In Neisse bestand von 1849 bis 1879 das Kreisgericht Neisse. Das königlich preußische Amtsgericht Neisse wurde mit Wirkung zum 1. Oktober  1879 als eines von acht Amtsgerichten im Bezirk des Landgerichtes Neisse im Bezirk des Oberlandesgerichtes Breslau gebildet. Der Sitz des Gerichtes war Neisse. Sein Gerichtsbezirk umfasste den Kreis Neisse ohne den Teil, der den Amtsgerichten Ottmachau, Patschkau und Ziegenhals zugeordnet war. Hinzu kamen aus dem Kreis Grottkau die Amtsbezirke Hennersdorf, Mogwitz, Petersheide und Seiffersdorf bei Ottmachau. Am Gericht bestanden 1880 sechs Richterstellen. Das Amtsgericht war damit das größte Amtsgericht im Landgerichtsbezirk. Zum 1. April 1941 wurde der Landgerichtsbezirk Neisse mit seinen Amtsgerichten dem neugeschaffenen Oberlandesgericht Kattowitz zugeschlagen.
Im Jahre 1945 wurde der Amtsgerichtsbezirk unter polnische Verwaltung gestellt, und die deutschen Einwohner wurden vertrieben. Damit endete auch die Geschichte des Amtsgerichtes Neisse. Unter polnischer Verwaltung entstand das Sąd Rejonowy w Nysie (1950–1975: Sąd Powiatowy w Nysie).

## Richter
- Walter Grund